# Перес Винлёф, Маттео
Улоф Маттео Перес Винлёф (швед. Olof Matteo Pérez Vinlöf; родился 18 декабря 2005, Стокгольм, Швеция) — шведский футболист, левый защитник хорватского клуба «Динамо Загреб».

## Клубная карьера
Воспитанник шведских клубов «Броммапойкарна» и «Хаммарбю», в 2022 году Перес Винлёф перешёл в мюнхенскую «Баварию», за которую дебютировал 12 мая 2024 года в матче Бундеслиги против клуба «Вольфсбург».

## Карьера в сборной
Выступал за сборные Швеции до 17 и до 18 лет.